# أنتوني دبليو. يونغ
أنتوني دبليو. يونغ (بالإنجليزية: Anthony W. Young)‏ هو سياسي أمريكي، ولد في 1866 بإلينوي في الولايات المتحدة، وتوفي في 1948 بمقاطعة إنديان ريفر في الولايات المتحدة. حزبياً، نشط في الحزب الديمقراطي. وقد انتخب عضو مجلس ولاية فلوريدا وانتخب عضو مجلس نواب فلوريدا.